# Alicia Urreta

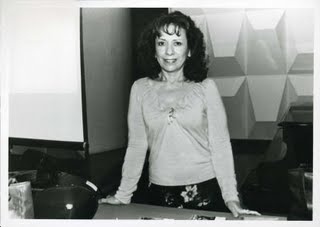
Alicia Urreta

Alicia Urreta (* 12. Oktober 1930 in Veracruz; † 20. Dezember 1986 in Mexiko-Stadt) war eine mexikanische Pianistin und Komponistin.

## Leben
Alicia Urreta war am Konservatorium von Mexiko-Stadt Schülerin von Rodolfo Halffter. Sie war seit 1957 als Konzertpianistin tätig und unterrichtete an der Universität von Mexiko Kammermusik und Elektronische Musik.
Sie komponierte neben anderen Werken eine Kammeroper, fünf Ballette, Stücke für Soloinstrumente, eine Kantate, Schauspielmusiken, eine Musique concrète für Nō-Theater und Filmmusiken.

## Werke
- Ralenti für Tonband, 1969
- Natura mortis o la verdadera historia de Caperucita Roja für Erzähler, Klavier und Tonband, 1971
- Estudio sobre una guitarra für Tonband
- Romance de Doña Balada, Kammeroper, 1972/1974
- Cante, homenaje a Manuel de Falla für Schauspieler, Sänger, drei Tänzer, Dias, Schlagzeug und Tonband, 1976
- Selva de pájaros für Tonband, 1978
- Salmodia II für Klavier und Tonband, 1980
- Arcana, Konzert für verstärktes Klavier und Orchester, 1981
- Cantata de la pluma al ángel, 1982
- Dameros II für Tonband, 1984
- Dameros III für Tonband, 1985